# Raelene Boyle
Raelene Boyle AM, MBE (Raelene Ann Boyle; * 24. Juni 1951 in Coburg, Melbourne, Victoria) ist eine ehemalige australische Leichtathletin und Olympiazweite.
Ihre internationale sportliche Karriere begann mit der Teilnahme an den Olympischen Spielen 1968 in Mexiko-Stadt, wo sie die Silbermedaille im 200-Meter-Lauf hinter der Polin Irena Szewińska und vor ihrer Landsfrau Jenny Lamy gewann. Im 100-Meter-Lauf belegte sie Platz 4.
1970 gewann sie bei den British Commonwealth Games in Edinburgh insgesamt dreimal Gold über 100 Meter, 200 Meter und in der 4-mal-100-Meter-Staffel.
Bei ihrer zweiten Olympiateilnahme an den Spielen 1972 in München gewann sie die Silbermedaille im 100-Meter-Lauf hinter der Deutschen Renate Stecher und vor der Kubanerin Silvia Chivás sowie die Silbermedaille im 200-Meter-Lauf hinter Renate Stecher und vor Irena Szewińska.
1974 gewann sie bei den British Commonwealth Games in Christchurch wieder insgesamt dreimal Gold über 100 Meter, 200 Meter und in der 4-mal-100-Meter-Staffel; bei den Commonwealth Games 1978 dann Silber über 100 Meter. Bei den Commonwealth Games 1982 in Brisbane gewann sie Gold im 400-Meter-Lauf und Gold mit der Mannschaft in der 4-mal-400-Meter-Staffel.
Danach beendete sie ihre sportliche Karriere, ohne ihren Traum von einer olympischen Goldmedaille wahr machen zu können, und arbeitete als Landschaftsgärtnerin. 1996 wurde bei Boyle Brustkrebs diagnostiziert. 1998 wurde sie Gründungsmitglied der Sporting Chance Cancer Foundation, die Spenden für die Krebsbekämpfung sammelt.
Bei den Olympischen Spielen 2000 in Sydney war sie neben Betty Cuthbert, Shirley Strickland de la Hunty, Dawn Fraser, Shane Gould und Debbie Flintoff-King eine von sechs herausragenden Frauen der australischen Sportgeschichte, die die Fackel mit dem olympischen Feuer durch das Rund des Olympiastadions trugen, ehe Cathy Freeman die Flamme entzündete.